# Partit Radical d'Esquerra
El Partit Radical d'Esquerra (Parti Radical de Gauche - PRG en francès) és un partit polític francès d'esquerres, hereu d'un dels més vells partits francesos, el Partit Republicà Radical i Radical Socialista, fundat l'any 1901.

## 1972-1973: Mouvement de la gauche radicale-socialiste
El Partit Radical d'Esquerra s'escindí del Partit Republicà Radical i Radical Socialista, l'any 1972, perquè els seus promotors volien donar suport a la candidatura única de l'esquerra, encapçalada per François Mitterrand, per a les eleccions presidencials de 1974. Anteriorment, l'any 1971, els integrants del PRG havien constituït un corrent, dins el Partit Republicà Radical i Radical Socialista, anomenada Grup d'estudis i d'Acció Radical Socialista. L'any 1972, van canviar el seu nom pel de Mouvement de la gauche radicale-socialiste (Moviment de l'Esquerra Radical Socialista).

## 1973-1994: Mouvement des radicaux de gauche
L'any següent, després de l'escissió, van passar a anomenar-se Moviment dels Radicals d'Esquerra (MRG). Amb posterioritat, per motius judicials que l'han oposat a l'altre moviment sorgit del mateix partit, el Partit Radical (anomenat valoisien), el PRG ha hagut de canviar diverses vegades de denominació. No va ser fins a l'any 1998 que el PRG prengué la seva denominació actual.
L'increment de popularitat entre l'electorat francès viscut pel Partit Socialista (PS) als anys setanta ha contribuït al procés de pèrdua de suport popular patit pel PRG. Així, després dels mals resultats obtinguts per la candidatura de Michel Crépeau a les Eleccions presidencials franceses de 1981, amb només un 2,09% dels vots, caldrà esperar fins a les eleccions de 2002 perquè el PRG presenti un candidat propi a la primera volta de les presidencials.

## 1994-1996: Radical
El millor resultat electoral del PRG de les últimes dècades va ser l'obtingut a les eleccions europees de 1994. En aquests comicis, la llista Energie radicale, encapçalada pel líder del PRG Bernard Tapie, va aconseguir el 12,03% dels vots. Gairebé el mateix resultat obtingut pel PS, que immers en una greu crisi, només va ser capaç de recollir el 14,49% dels vots emesos. Aquests bons resultats per als radicals no van tenir però continuació, en bona part com a conseqüència dels processos judicials de Bernard Tapie.

## 1996-1998: Parti radical-socialiste
El gener de 1996, Jean-Michel Baylet va succeir a Jean-François Hory i el partit fou rebatejat com a Partit Socialista Radical (PRS) el 6 d'agost de 1996.

## 1998-2017: Parti radical de gauche
El partit fou rebatejat com a Parti radical de gauche (Partit Radical d’Esquerra) el 13 de gener de 1998. Per a les eleccions presidencials franceses de 2002 va optar per presentar la independent Christiane Taubira, provocant fortes tensions dins del PRG, i diversos càrrecs electes i líders, entre ells Émile Zuccarelli van donar suport al republicà Jean-Pierre Chevènement. Taubira només va obtenir el 2,32% a les eleccions presidencials i es va incorporar vicepresidenta del partit fins a la seva renuncia en 2005 i va convocar amb Émile Zuccarelli i la majoria dels diputats del PRG a votar "no" al referèndum del 29 de maig de 2005 sobre el projecte de tractat constitucional europeu. El PRG apareix llavors dividit entre un corrent "social-liberal" al voltant de Jean-Michel Baylet i un corrent republicà d'esquerres liderat per Émile Zuccarelli, reforçat per les seves victòries consecutives al referèndum insular i després al referèndum sobre el TCE.
Per a les Eleccions presidencials franceses de 2007, els militants van validar l'estratègia d'unió amb el Partit Socialista des de la primera volta de les eleccions presidencials i un acord global entre el PS i el PRG per a les eleccions legislatives. Després de les eleccions presidencials i legislatives del 2012, Anne-Marie Escoffier, Sylvia Pinel, i Christiane Taubira van entrar al govern.
El 17 de febrer de 2016, Sylvia Pinel va succeir a Jean-Michel Baylet com a presidenta del PRG, i el partit dona suport al candidat de les esquerres Benoît Hamon. Annick Girardin i Jacques Mézard entren al govern d'Édouard Philippe després de la victòria d'Emmanuel Macron.

## Després de 2019: «PRG – le centre gauche»
El partit va decidir el 2017 iniciar un procés d’unió amb el Partit Radical dins del Moviment Radical (MR) i Guillaume Lacroix esdevingué president del partit. Abans de la dissolució prevista del PRG, la seva direcció nacional va decidir restablir la seva independència a principis del 2019, però alguns dels membres opten per quedar-se al MR.

## Situació actual
Avui dia el PRG compta amb vuit escons a l'Assemblea Nacional i amb sis al Senat. Dels vuit diputats, sis s'han incorporat al Grup Socialista en qualitat d’apparentés, mentre que els dos diputats restants han preferit mantenir-se com a no-inscrits a cap grup parlamentari. El PS i el PRG viuen una relativa simbiosi, fins al punt d'haver constituït una associació de finançament públic comuna. Cal destacar també que ambdós partits eviten, generalment, presentar candidats concurrents a la primera volta de les eleccions legislatives.
Al contrari del que succeeix a l'Assemblea Nacional, els senadors del PRG no s'han incorporat al Grup Socialista sinó que formen part del grup Rassemblement démocratique et social européen, juntament amb el Partit Radical valoisien i altres senadors, tant d'esquerres com de dretes.
A nivell departamental, cal esmentar que el PRG ocupa la presidència de tres consells generals. Es tracta dels departaments dels Alts Pirineus i de Tarn i Garona (Migdia-Pirineus), i del departament de l'Alta Còrsega, a l'illa de Còrsega. El PRG ocupa la presidència d'aquests tres departaments gràcies al suport rebut per part dels altres partits polítics d'esquerra presents als consells generals, ja que en cap de les tres assemblees disposa de la majoria absoluta. És més, al Consell General dels Alts Pirineus el partit amb més escons és el Partit Socialista, que tot i aquesta majoria va preferir donar suport al candidat sortint del PRG, el senador François Fortassin.

## Resultats electorals

### Eleccions presidencials
| Any  | Candidat                     | 1a volta   | 1a volta    | 2a volta   | 2a volta    | Resultat |
| Any  | Candidat                     | Vots       | %           | Vots       | %           | Resultat |
| ---- | ---------------------------- | ---------- | ----------- | ---------- | ----------- | -------- |
| 1974 | Suport a François Mitterrand | 11 044 373 | 43,25 / 100 | 12 971 604 | 49,19 / 100 | Derrota  |
| 1981 | Michel Crépeau               | 642,847    | 2,21 / 100  |            |             | Derrota  |
| 1988 | Suport a François Mitterrand | 10 367 220 | 34,1 / 100  | 16 704 279 | 54,02 / 100 | Elegit   |
| 1995 | Suport a Lionel Jospin       | 7 097 786  | 23,3 / 100  | 14 180 644 | 47,36 / 100 | Derrota  |
| 2002 | Christiane Taubira           | 660,447    | 2,32 / 100  |            |             | Derrota  |
| 2007 | Suport a Ségolène Royal      | 9 500 112  | 25,87 / 100 | 16 790 440 | 46,94 / 100 | Derrota  |
| 2012 | Suport a François Hollande   | 10 272 705 | 28,63 / 100 | 18 000 668 | 51,64 / 100 | Elegit   |
| 2017 | Suport a Benoît Hamon        | 2 291 288  | 6,36 / 100  |            |             | Derrota  |

### Eleccions legislatives
| Any  | Vots    | %     | Escons   | +/- |
| ---- | ------- | ----- | -------- | --- |
| 1973 | 408 734 | 1,72% | 13 / 490 | Nou |
| 1978 | 603,932 | 2.11% | 10 / 491 | 3   |
| 1981 | 367 117 | 1,48% | 14 / 491 | 4   |
| 1986 | 107,769 | 0.38% | 7 / 577  | 7   |
| 1988 | 272,316 | 1.11% | 9 / 575  | 2   |
| 1993 | 231 370 | 0,91% | 6 / 577  | 3   |
| 1997 | 389,782 | 1.53% | 12 / 577 | 6   |
| 2002 | 388,891 | 1.54% | 7 / 577  | 5   |
| 2007 | 343,565 | 1.32% | 7 / 577  | =   |
| 2012 | 429,059 | 1.65% | 12 / 577 | 5   |
| 2017 | 106,311 | 0.47% | 3 / 577  | 9   |
| 2022 | 126,689 | 0.56% | 1 / 577  | 2   |
| 2024 | 21 522  | 0,07% | 0 / 577  | 1   |

### Parlament Europeu
| Any  | Líder                      | Vots                      | %                         | Escons               | +/−                  | Grup                 |
| ---- | -------------------------- | ------------------------- | ------------------------- | -------------------- | -------------------- | -------------------- |
| 1979 | François Mitterrand        | Coalició MRG-PS           | Coalició MRG-PS           | 2 / 81               | Nou                  | SOC                  |
| 1984 | Olivier Stirn              | Coalició MRG-UCR          | Coalició MRG-UCR          | 0 / 81               | 2                    | −                    |
| 1989 | Laurent Fabius             | Coalició MRG-PS           | Coalició MRG-PS           | 2 / 81               | 2                    | SOC                  |
| 1994 | Bernard Tapie              | 2,344,457                 | 12.03 (#4)                | 13 / 87              | 11                   | ERA                  |
| 1999 | François Hollande          | Coalició PRG-PS-MRC       | Coalició PRG-PS-MRC       | 2 / 87               | 11                   | PES                  |
| 2004 | Jean-Michel Baylet         | 121,573                   | 0.71 (#14)                | 0 / 78               | 2                    | −                    |
| 2009 | No hi van participar       | No hi van participar      | No hi van participar      | No hi van participar | No hi van participar | No hi van participar |
| 2014 | Jean-Christophe Cambadélis | Coalició PRG-PS           | Coalició PRG-PS           | 1 / 74               | 1                    | S&D                  |
| 2019 | Raphaël Glucksmann         | Coalició PRG-PS-PP-ND     | Coalició PRG-PS-PP-ND     | 0 / 79               | 1                    | −                    |
| 2024 | Guillaume Lacroix          | Coalició PRG-RPS i altres | Coalició PRG-RPS i altres | 0 / 79               | =                    | −                    |

## Presidents del Partit Radical d'Esquerra
- Robert Frabre (1972-1978)
- Michel Crépeau (1978-1981)
- Roger-Gérard Schwartzenberg (1981-1983)
- Jean-Michel Baylet (1983-1985)
- François Doubin (1985-1988)
- Yvon Collin (1988-1989)
- Émile Zuccarelli (1989-1992)
- Jean-François Hory (1992-1996)
- Jean-Michel Baylet (1996-2016)
- Sylvia Pinel (2016-2017)
- Guillaume Lacroix (des del 2017)